# Be The One (PANDORAの曲)
「Be The One」（ビー ザ ワン）は、PANDORAが2018年1月24日に発売したシングルである。

## 概要
『仮面ライダービルド』の主題歌。小室哲哉と浅倉大介によって結成されたユニットPANDORAに、ボーカルとしてBeverlyを迎えた。
カップリングの「proud of you」は、仮面ライダーGIRLSがボーカルを担当した。
発売形態は3種類で、CDと玩具が入っているパッケージと、CDと「Be The One」のミュージックビデオと特典映像が入ったDVDとのパッケージ、CDのみであるが他2つより収録曲を2曲追加したパッケージがある。

## 収録曲
CD
| 全作詞・作曲・編曲: 小室哲哉・浅倉大介。 |                                                                          |                    |                    |
| #                                        | タイトル                                                                 | 作詞               | 作曲・編曲         |
| 1.                                       | 「Be The One / feat. Beverly」                                           | 小室哲哉・浅倉大介 | 小室哲哉・浅倉大介 |
| 2.                                       | 「proud of you / feat. KAMEN RIDER GIRLS」                               | 小室哲哉・浅倉大介 | 小室哲哉・浅倉大介 |
| 3.                                       | 「Be The One / feat. Beverly (TVオープニングサイズ）」(※CDのみの収録曲)  | 小室哲哉・浅倉大介 | 小室哲哉・浅倉大介 |
| 4.                                       | 「proud of you / feat. KAMEN RIDER GIRLS (Short ver.)」(※CDのみの収録曲) | 小室哲哉・浅倉大介 | 小室哲哉・浅倉大介 |

DVD
| #  | タイトル                     | 作詞 | 作曲・編曲 |
| -- | ---------------------------- | ---- | ---------- |
| 1. | 「Be The One (Music Video)」 |      |            |
| 2. | 「特典映像」                 |      |            |

## クレジット
- Recording Engineer : 川田真大, 榊原峻, 与田春生
- Mix Engineer : 浅倉大介
- Mastering Engineer : 小柳令奈
- A&R : 石井優
- Creative Director : 城田敬
- Art Director & Designer : 香坂弓
- Creative Coordinator : 新川香奈
- Supervisor : 野口智

## リリース履歴
| No. | 日付          | レーベル  | 規格    | 規格品番     | 最高順位 | 備考 |
| --- | ------------- | --------- | ------- | ------------ | -------- | ---- |
| 1   | 2018年1月24日 | avex trax | CD+玩具 | AVZD-83965   |          |      |
| 2   | 2018年1月24日 | avex trax | CD+DVD  | AVCD-83966/B |          |      |
| 3   | 2018年1月24日 | avex trax | CD      | AVCD-83967   |          |      |